# 성이심
성이심(成以心, 1682년 ~ 1739년)은 세상을 등지고 학문에만 매진했던 은둔거사였다. 그의 문인인 이뢰(李磊)가 쓴 ＜반곡성선생행장(盤谷成先生行狀)＞에 따르면 휘(諱)는 이심(以心)이고 자(字)는 덕성(德盛)으로 그 선친은 창녕(昌寧) 사람이다. 그래서 본관은 창녕이고 검교공파(檢校公派) 화천부원군(花泉府院君) 후손으로 시조로부터 20세손이다.
그가 살던 시대는 숙종(肅宗), 경종(景宗), 영조(英祖) 세 명의 왕이 통치한 시기였다. 명시적으로 드러난 학맥(學脈)은 없었다. 나주(羅州) 금안동(金鞍洞)에서 태어나 어릴 적부터 총명했으나 18세에 일찍 부모님이 돌아가신 후로 빈곤하게 살면서 공부에 매진했다. 1722년 41세 때 고부(古阜) 반용곡(盤龍谷)에 옮겨 와 살았는데 함께 살았던 사람이 일곱 명이 되어 사람들이 그 마을을 ‘처사촌(處士村)’이라고 불렀다.
학문은 우계(牛溪) 선생을 따랐다고 한다. 우계란 성혼(成渾, 1535∼1598)을 말한다. 성혼은 율곡 이이와 사칠론(四七論)을 전개했고, 평생 친구로 지냈으며 함께 서인으로 분류되지만, 또한 노론의 시조는 율곡 이이이고 소론의 시조는 우계 성혼이라고 평가되기도 한다. 이로 보아 성이심은 노론 계열보다는 소론 계열에 속한 사람일 것으로 추정된다.
죽기 한 해 전인 1738년 7월에 부인과 아들을 불러 “꿈에 내가 죽는 날짜에 대한 고함이 있었다(夢有告我死期)”고 하고, 그날로부터 병이 깊어져 한 해를 지내고 1739년 11월 12일 반곡(盤谷)의 청화재(淸和齋)에서 죽었으니, 향년 58세였다. ≪인역≫ 외에도 ≪광망록(狂妄錄)≫, ≪남강정해몽설(南崗亭解蒙說)≫, ≪선비고몽기(先妣考夢記)≫, 서찰(書札), 소초(疏草), 시고(詩稿) 등을 남겼다고 하지만 전해지지는 않는다.